# William Lawrence Bragg
William Lawrence Bragg Sir (Adelaide, Ausztrália, 1890. március 31. – Ipswich, Suffolk, Anglia, 1971. július 1.) ausztrál születésű  Nobel-díjas angol fizikus, röntgenkrisztallográfus.

## Élete
Az Adelaide-i Egyetemen tanult matematikát és fizikát, ahol apja, Sir William Henry Bragg professzor volt. 1909-ben Angliába költöztek, ahol a cambridge-i Trinity College-ben folytatta tanulmányait. A cambridge-i Cavendish Laboratóriumban (Cavendish Laboratory) kezdte kutatómunkáját. A  National Physical Laboratory igazgatója, majd 15 évig a cambridge-i Cavendish Laboratórium professzora, 1919-től 1937-ig a Manchesteri Egyetemen (Victoria University of Manchester) a fizika Langworthy-professzora, majd 1954-től haláláig a Royal Institution igazgatója volt.

## Kutatási területei
Miután Max von Laue felfedezte a röntgensugarak kristályokon való elhajlását, apjával együtt a kristályok szerkezetét derítették fel röntgensugarak segítségével, megalapították a röntgenkrisztallográfiát. Vizsgálataikhoz röntgenspektrométert szerkesztettek, mellyel a röntgensugarak hullámhosszát mérték meg. Kidolgozta a matematikai modelleket, megfogalmazta a röntgensugarak hullámhosszára és a kristálysíkok távolságára vonatkozó Bragg-törvényt.

## Elismerései
- 1915-ben apjával közösen fizikai Nobel-díjat kapott, a röntgenkrisztallográfiai kutatásaik eredményéért. A Nobel-díjak történetében ez az egyetlen eset, amikor apa és fia együtt részesült a díjban. A Nobel-díjasok közül 2014-ig legfiatalabbként ő nyerte el a díjat
- 1941-ben lovaggá ütötték
- számos tudományos társaság díjazottja és tiszteletbeli tagja volt